# Суккаль-махи
Династия Суккаль-махов (по титулу), также известная как династия Эпартидов (по основателю) — царская династия, правившая в 1900 до н. э. — ок. 1500 до н. э. в древнем государстве Элам (Южный Иран). Династия Суккаль-махов правила вслед за династией Симашки (ок. 2200—1900 до н. э.), которые потеряли власть в результате междоусобной борьбы.

## История
Название «суккаль-мах» было шумерским титулом, впервые засвидетельствованным в досаргонических текстах из Гирсу, где оно, по-видимому, имело значение «великий визирь» или «великий регент». Этот титул был засвидетельствован во времена Третьей династии Ура, где он по-прежнему ассоциировался с Гирсу и близлежащим Лагашем. Суккаль-махи Лагаша фактически контролировали всю территорию к северу и востоку от земель Третьей династии Ура и, таким образом, имели власть над Сузами. Принятие титула суккаль-мах эламитами, вероятно, отражает значительное политическое влияние, которое они имели на Сузы и Элам. Возможно на это также повлияло созвучие между шумерским «суккаль» и эламским титулом сункир (суккир), что означает «царь». Соответственно «суккаль-мах» — не этноним, а титулатура власти, которую выдают за название династии.
Основателем династии, на которого ссылаются более поздние цари, был правитель по имени Шилхаха, который называл себя «избранным сыном Эпарти (Эбарат)». Он возможно был царём Эбарти, упомянутым как 9-й правитель династии Симашки. Согласно некоторым табличкам с клинописными текстами основателем династии называется Эпарти, получившим власть над страной не по наследству, а в результате борьбы. Среди его потомков, сумевших укрепить царскую власть и усилить Эламское государство, особенно выделяется царица Шильхаха. В государстве существовало одновременно три правителя: суккаль Суз, суккаль Элама и Симашки и суккаль-мах. Фактическим царем страны считался суккаль-мах, резиденция которого находилась в Сузах.
Династия была современницей поздней Ассирийской империи и позднего Вавилонского периода в Месопотамии. Влияние эламитов в южной Месопотамии длилось недолго — около 1760 года до н. э. Хаммурапи изгнал эламитов, сверг Рим-Сина из Ларсы и основал Старовавилонское царство. Мало что известно о дальнейшей истории этой династии, поскольку с началом правления касситов в источниках она почти не упоминаются.
Имена Эпарти и Шилхаха, основателей династии Суккаль-махов, были обнаружены в 2004 году на серебряных сосудах гунаги, написанных эламским линейным письмом. Французский археолог Франсуа Дессе выявил повторяющуюся последовательности знаков в начале надписей на гунаги и предположил, что это были имена царей:
- Э-б-р-т, Эбарат.[11][12]
- Ши-л-ха-ха, Шилхаха[11][12].

## Археологические находки династии Суккаль-махов
- Водосточный жёлоб, 1900-1600 годы до н.э.
- Цилиндрическая печать с богом-змеем из Суз, около XVII века до н.э.
- Цилиндрическая печать с упоминанием Шилхахи, около XX века до н.э.
- Цилиндрическая печать 1940-1600 годов до н.э.

## Правители
| Имя               | Титул                                     | Годы правления                   | Семейные связи                        |
| ----------------- | ----------------------------------------- | -------------------------------- | ------------------------------------- |
| Эпарти            | царь Ашана и Суз                          | около 1850 — 1830 годов до н. э. |                                       |
| Шилхаха           | суккаль-мах                               | около 1830 — 1800 годов до н. э. | «избранный сын Эпарти»                |
| Кук-Нашур I       | суккаль-мах                               | ? — ?                            | сын Шилхахи                           |
| Атта-хушу         | суккаль                                   | ? — ?                            | сын Кук-Нашура I (?)                  |
| Тетеп-Мада        |                                           | ? — ?                            | сын Кук-Нашура I (?)                  |
| Ширукдух I        |                                           | около 1800—1770 годов до н. э.   |                                       |
| Шимут-варташ      |                                           | около 1770—1768 годов до н. э.   | брат Ширукдуха I                      |
| Сиве-палар-хуппак | суккаль-мах Элама, суккаль Суз            | около 1768—1745 годов до н. э.   | племянник Шимут-варташа               |
| Кудузулуш I       | суккаль-мах Элама, суккаль Суз            | около 1745—1730 годов до н. э.   | племянник Ширукдуха I и Шимут-варташа |
| Кутир-Наххунте I  | суккаль-мах                               | около 1730—1700 годов до н. э.   | возможно, племянник Кудузулуша I      |
| Лила-ирташ        |                                           | около 1700—1698 годов до н. э.   | брат Кутир-Наххунте I                 |
| Темпти-Агун I     | суккаль-мах, суккаль Суз                  | около 1698—1685 годов до н. э.   | сын Кутир-Наххунте I и Велкиши        |
| Тан-Ули           | суккаль-мах, суккаль                      | около 1685—1655 годов до н. э.   | двоюродный брат Темпти-агуна I        |
| Кук-Нашур IV      | суккаль-мах                               | ? — ?                            | сын Тан-Ули                           |
| Кутик-Матлат      |                                           | ? — ?                            | сын Тан-Ули                           |
| Темти-халки       | суккаль-мах, суккаль Элама, Симашки и Суз | около 1655—1650 годов до н. э.   | вероятно, племянник Тан-Ули           |
| Кук-нашур II      | суккаль-мах, суккаль Элама, Симашки и Суз | около 1650—1635 годов до н. э.   |                                       |
| Кутир-Шилхаха I   | суккаль-мах, суккаль                      | около 1635—1625 годов до н. э.   | сын Темти-Агуна I                     |
| Кук-Нашур III     | суккаль-мах Элама, суккаль Суз            | ? — ?                            | сын Кутир-Шилхаха I                   |
| Шимут-Варташ II   |                                           | ? — ?                            | сын Кук-Нашура III                    |
| Ширтух            | царь Суз                                  | ? — ?                            | сын Кук-Нашура III                    |
| Кудузулуш II      | суккаль-мах, царь Суз                     | ? — ?                            | сын Шимут-Варташа II                  |
| Темпти-рапташ     |                                           | около 1625—1605 годов до н. э.   | сын Кутир-Шилхаха I                   |
| Кудузулуш III     |                                           | около 1605—1600 годов до н. э.   |                                       |
| Тата              |                                           | около 1600—1580 годов до н. э.   |                                       |
| Атта-мерра-халки  |                                           | около 1580—1570 годов до н. э.   |                                       |
| Пала-ишшан        |                                           | около 1570—1545 годов до н. э.   |                                       |
| Кук-кирваш        | суккаль-мах, суккаль Элама, Симашки и Суз | около 1545—1520 годов до н. э.   | сын Лан-Куку и племянник Палар-Ишшана |
| Кук-санит         |                                           | ? — ?                            | сын Пала-ишшана (?)                   |
| Тем-санит         |                                           | ? — ?                            | сын Кук-кирваша                       |
| Кук-Наххунте      |                                           | около 1520—1505 годов до н. э.   |                                       |
| Кутир-Наххунте II |                                           | около 1505 года до н. э.         |                                       |